# Alvanovo
Alvanovo (Bulgaars: Алваново) is een dorp in Bulgarije. Het dorp is gelegen in de gemeente Targovisjte in de oblast Targovisjte. Het dorp ligt 9 km ten westen van Targovisjte en 280 km ten noordoosten van Sofia.

## Bevolking
Het dorp telde in december 2020 naar schatting 158 inwoners, een daling vergeleken met het maximum van 788 personen in 1946.
|  |

Van de 164 inwoners reageerden er 162 op de optionele volkstelling van 2011. Van deze 162 respondenten identificeerden 159 personen zichzelf als etnische Bulgaren (98,1%), terwijl de etnische achtergrond van de overige drie respondenten onbekend is (1,9%).
| Etniciteit   | Aantal | %     |
| ------------ | ------ | ----- |
| Bulgaren     | 159    | 98,1% |
| Turken       | …      | …     |
| Roma         | ...    | ...   |
| Overig       | 3      | 1,9%  |
| Respondenten | 162    |       |